# 堀川りょう
堀川 りょう（ほりかわ りょう、1958年2月1日 - ）は、日本の声優、俳優、音響監督、YouTuber。アズリードカンパニー（代表取締役）および株式会社ジャグラーインターナショナル所属。大阪府枚方市出身。東京都昭島市育ち。青二プロダクションに所属していたころは堀川 亮（ほりかわ りょう）の芸名で活動していたが、2001年4月3日に現在の芸名に改名した。インターナショナル・メディア学院学院長。妻は同じく声優の及川ひとみ。

## 経歴

### キャリア

#### 子役・俳優として
小さい頃のことはあまり覚えていないが、母が芸能の世界が好きであり、ピアノ、バレエなど色々な習い事をさせられていたという。しかし乗り気でなかったようで、どれも続かず辞めてしまったという。その中で習い事の一つとしてオーディションを受けて大阪府の劇団のアカデミー児童劇団に入団したことで、小学校低学年から子役として活動。当時住んでいた大阪府枚方市から大阪市内まで、京阪電車で通っていたという。学校はあまり行っておらず、必要な出席日数を確保するのに苦労していたという。当時の芸能界は憧れるような時代ではなく一般とは完全に別世界という捉えられ方をしていたこともあり、堀川は特別な目で見られていたと語る。同級生たちはそれほどでもなかったが、その保護者である親御が色々と批判はしていたようだったという。子役時代は「ろくでもないガキ」であったといい、仕事ではしょっちゅう叱られ、撮影所に行っていた時は小道具や衣裳係に怒られながらも遊び回り、竹光などもボロボロにし、セットの障子も穴あけまくっていたという。その分演じることに対してのガッツだけはあり、監督には気に入ってもらっていたといい、スタッフからは小道具の専用の刀なども作ってもらったりしていたという。1967年に国民的ヒーローとして人気を博した時代劇ドラマ『鞍馬天狗』（大瀬康一主演版）の主人公の相棒・杉作少年を演じて脚光を浴びる。実力派子役として京都・太秦などで活躍し、『素浪人 月影兵庫』『素浪人 花山大吉』『水戸黄門』などに出演した。『水戸黄門』の初代黄門役の東野英治郎とも共演しており、母によると「大きくなったら俳優座に来いよ」などと、声をかけてくれたという。
松竹新喜劇を率いていた藤山寛美にも、舞台に呼んでもらっていた。当時の藤山の舞台は、セリフも立ち位置も間も一分の隙もなく調整され、緻密な計算に基づいて上演され演ていたため、演じる側は完璧に再現させなくてはならず、稽古場ではクスリとも笑いが起きなかったという。舞台では割れんばかりの爆笑の渦であり、緊張と高揚を同時に体験できる舞台は、エキサイティングな場だったという。
芝居の楽しさを知り始めた一方で、芝居以外の普通の子供としての生活では、失ったものも多くあったという。同じ団地で一番仲良くしていた人物が、ある時からなぜかよそよそしい態度をとるようになり、 気になって問いただしたところ「うちのお母ちゃんがな、お前としゃべったらいかんって言うねん」と言われ、子供時代で一番傷ついた経験かもしれないという。芝居の世界で無邪気に楽しんでいたが、「普通の世界」から思いもかけない敵意のまなざしを向けられたが、その経験もまた演技の奥行きにつながったと思い、「あの時から、「芝居」と意識的に繋がり出したのかもしれない」「普通の世界」が思わぬ形で傷つけたことをきっかけに拓かれた、新しい道だったのかもしれない」という。
周囲のスタッフの言う通りに演技し、褒められれば嬉しく、子供なりに「もっと認められたい」という気持ちを強く持つようになったという。真冬の川へ飛び込むというきついシーンも子供だてらにしており、唇をガタガタ震わせながらも、周囲のキャストやスタッフが「こいつ、根性あるなぁ!」と口々に言ってくれるのを誇らしく感じていたという。そういう現場が好きであり、「撮影所をテーマパークか遊園地のように感じていたのかもしれない」と語る。江戸の町並みの家屋のセットに入ると、その時代に迷い込んだような感覚を覚え、非日常空間で味わった高揚感や幸福感は、演じるときのベースになっている気がするという。1969年のドラマ『なんでも引き受け候』で4代目三遊亭小圓遊や中村玉緒とレギュラー出演したことがあった。当時、偶に京都に呼んでもらい、途中から「ちょっと待てよ」というシチュエーションになったため、現場から少し離れたという。小学6年生の12歳くらいの時にTBSで放送されていた時代劇『彦左と一心太助』に出演していた時、 一心太助役の山田太郎に「お前ちょっとうちに来い」、「東京来たらうちにおいで」と言われて新栄プロダクションに所属していた。しかし中学時代、その人物が事務所を退所して、「無責任やな」と思い、何となく宙ぶらりんになった状態だったという。中学時代に、父の仕事の都合で東京都昭島市に転居し、その後も東京の撮影所に通って、テレビドラマ、芝居に出演していた。将来を意識するようになったのはこの頃からであり、「芝居の世界で食べていけるようになりたい」という思いが徐々に芽生え始めたという。「このジャンルをやりたい」という明確なイメージはなく、主に出演していたのは時代劇だったが、現代劇にも興味があり、舞台も好きで、ドラマも好きであり、演じることであれば何でも関心があったという。ただし、それぞれの「違い」を味わうようになったのは大きな変化だったと語る。
児童劇団では基本的な発声やアーテュキレーションをしており、同じことを何度も繰り返す訓練に、飽きたりすることもあった。しかし、それ以上に現場が楽しかったことと、練習したことを現場で試すことができたため、それで続けていけたと語る。母が芸能界が好きだったこともあるが、応援してくれていたと語る。
中学2年生になるまでは子役の活動をしていたが、それ以後は「少し学業に専念しよう」と思った。それについては「学校生活をしてこなかったため、コンプレックスもあった」と感じているという。1番中途半端な時期であり、スタッフにも「君こんな所来ている場合じゃないよ、勉強しなさい」と言われ、高校卒業まで一旦芸能活動を休止して、学校生活を送っていた。中学時代は写真部に所属していた。
演じることに対する気持ちが揺らぐことはあり、中学の頃といった思春期だった頃、「本当に自分はこの道でやっていけるのだろうか？果たしてできるのかな？」と思ったことはあったという。子供で幼かった頃は何も考えずに遊ぶのと同じ感覚で活動していたが、少し成長して考えられるようになると迷いが出てきたが、16歳の時には「自分が役者で生きる」、「役者になる」と決断して以降は迷わずに済んだという。常に頭にあることは「やはり、演じるために必要なことって何だろう?」ということだった。学校卒業後、アルバイトをしていた時もそうだが、どんなに苦しくても、つらい目にあっても、それが演技に繋がると思ってやっていたところがあったような気がしていたという。もう決意してしまったことから迷わず、それが原点だったという。「何が必要か?どうしなければならないのか?」ということで迷うことはあってもその原点は揺れ動くことがないため、原点のある土台そのものを取り替えるということは考えていなかったという。
12歳の1学期までは枚方市立第四中学校に通っていたが、中学1年の2学期で東京に来てから堀越中学校に通っていた。堀越高等学校卒業。高校卒業後の進路でCBS・ソニーから出ることを内定していたが、「ごめん大学行く」と言って断念したという。学業コンプレックスのようなものがあったため、獨協大学経済学部に進学したが、中退している。両親は堀川が大学を中退した時は、両親は諦めていたと語り。この芸能の世界を見せたきっかけを作ったのが自分たちなわけだったことから「しょうがない」と思っていたと語る。劇団四季の研究所を経て、劇団四季にも所属していた時期がある。劇団四季退団後は小劇団のような所で芝居をしており、その間は役者では食べられないため、アルバイトもしていた。最初にしていたアルバイトはホテルオークラだった。
俳優としてはタカモトプロ所属となっている。2020年2月より株式会社ジャグラーインターナショナルに所属。

#### 声優として
その後、当時所属していた事務所から「アニメ声優のオーディションを受けてみないか」と言われて、1984年にテレビアニメ『夢戦士ウイングマン』の主人公・広野健太役で声優デビュー。出演していたテレビ、映画の映像に対してのアテレコは経験がある。非常に嬉しいと思ったが、一方で慣れない仕事に対する悩みもあったという。実際に動画が完成した状態での収録だったが、台本を見ていると絵が動いて先へ行ってしまい、逆に絵を見ていると手元の台本が見られないことがあり、それによりジレンマに陥り、セリフをある程度丸暗記して（細かい「てにをは」は勘弁してもらい）画面のみを見て収録した。
当日は2月で、スタジオに行くと建物の前に雪が山のように積もり、これからの前途多難さを物語っているようであったが、「もともと声優という仕事は好きだし、ここで音を上げたら沽券に関わる」と思った。一方、「さあどうする俺?どうすんの?」と危機的な状況を楽しんでしまうところがあった。
その後、収録を重ねていくうちに、5話目あたりからは役に集中しながらも全体を俯瞰できるようになったという。台本を覚えていたが、それ以降は収録の回数を重ねることで早さにも慣れ、だんだんコツを掴んでいけるようになったという。
若手時代の現場では先輩から技術的にもそうだが、一番は生き方や人間力を学んでいた。収録後の飲み会などには必ず着いていき、そこでの会話ややりとりはとても勉強になったという。現場もさることながら、それに付随する先輩たちの生き方については「なんて魅力的なんだろう、なんてかっこいい人なんだろう」とも思っていたという。
声優としてのデビュー作以降、数多くの作品に一気に出演したが、「流れというものがある」といい、その流れの中で、「必要とされていたのだ」と語る。2009年時点では「声優としてのお仕事をいただけるのでしたら、ずっと続けさせていただきたい」と語る。
同人舎プロダクションの研究所、同人舎プロダクション、青二プロダクションで活動後、アーク・ライツを経て、アズリードカンパニーに所属しその代表取締役となった。

### 現在まで
後進育成という思いもあり養成所を設立しており、現在は声優養成所インターナショナル・メディア学院の学院長も務めている。堀川自身は授業は持っていないため、養成所の講師はほかの講師たちに任せており、たまに行って勝手なことを言って帰ってくる感じだという。
2020年5月、YouTuberデビュー。6月には公式ホームページおよび公式ファンクラブを開設した。

## 人物

### 特色・役柄
声種はテノール。
演じている役柄に共通するのは「お坊ちゃん」であり、デビュー当時は透き通るような高い声が特徴的であり、少年役を演じることが多かった。最初の当たり役になったのが、『聖闘士星矢』の瞬であった。ブレイク後は様々なタイプの美形キャラを演じていたが、『ドラゴンボールZ』のベジータがきっかけで、ベジータに近い存在である敵役が増えた。明るく軽いキャラクターも得意としている。
2009年時点では必ずストレッチ、発声などはするようにしている。演じてきたキャラクターはわりと叫ぶことが多かったため、昔の役者は「（声が）出なくなるのだったら辞めちまえ！」という感じであったことから、しっかり喉を鍛えていないと潰れて声が出なくなってしまうという。
『機動戦士ガンダム0083 STARDUST MEMORY』は思い出深い作品で、いまも語り継がれるガンダム史に名前を刻めたことを、誇りに思っているという。『0083』で担当した役のコウ・ウラキについては、ひよっこから一人前の戦士へと成長する姿が印象的と語っている。
『GS美神』の横島忠夫役は、一時期シリアスなキャラクターが続き、アドリブを言えずにフラストレーションが溜まっていたところへオファーが舞い込んで来たものだった。丁度ギャグ物をやりたいと思っていた堀川は、番組プロデューサー関弘美の「この役は君にしかできない」という言葉にも応える形で、喜んで引き受けたという。久々に「気分の赴くままに思いきり」な演技が可能なキャラクターを担当した堀川は、アドリブの多さにおいて堀川以上の認知度を誇る共演者の千葉繁と共にアドリブを連発していた。また、主役の美神令子役の鶴ひろみは「2人のすぐ後だと吹き出して台詞を言えないことがあった」と語っている。また、原作者である椎名高志の結婚式の際、堀川は鶴と共に司会を担当した。
『名探偵コナン』では主人公・江戸川コナンのライバルである服部平次を演じており、堀川自身は思い入れのあるキャラクターとして今後の活躍を期待している。なお、『コナン』への初出演は1996年2月12日放送の「バレンタイン殺人事件」であり、堀川は同エピソードで被害者の大学生・皆川克彦を演じていた。

### 趣味・嗜好
撮影所に行ってもカツ丼、トンカツといった揚げ物系が好きだったことから小学校後半で太り、小学5、6年生の辺りから「ビア樽」というあだ名が付けられていた。
幼い頃から、電車の中で『週刊少年サンデー』、『週刊少年マガジン』を読みながら撮影所に通っていた。当時のお気に入りは手塚治虫の漫画『どろろ』。
当時、好きで読んでいた『いなかっぺ大将』で、テレビアニメ版の主人公の風大左衛門を演じた野沢雅子とは後年、テレビアニメ『ドラゴンボールZ』で孫悟空とベジータとして出会うことを、知る由もなかったという。
酒については、25から26歳ごろまでは下戸だったが、その後上戸となり、特に焼酎を好む。健康にも気を遣っているが、これは「末永く酒類を楽しめるように」との思いからだという。
特技は水泳、野球、英会話（実用英語技能検定準1級所持）。母は若い頃、水泳学校の先生をしていた。英語を学ぶきっかけは中学校くらいの時、アメリカ合衆国のテレビシリーズが日本で放送開始して、セリフは日本語吹き替えだが、OP、EDは原曲で流して耳から入っていったという。その後、極東放送を聞くようになって、「ヒアリングがある程度鍛えられていたかもしれない」と語る。そこで聞いていく内に父親が神奈川県横浜市戸塚区に行き、従兄弟が1年間、アメリカ合衆国ワシントン州シアトルに交換学生で行って女子が逆に家の叔父の所に来ていたという。当時日本で放送されていたのが『セサミストリート』であるとか、その時から対面で英語喋っており、会話成立して来ると堀川も楽しくなったからである。中学時代の英語の成績は抜群に良かったという。趣味は探索、旅行。憧れた俳優は勝新太郎。座右の銘は「円転自在」。

### 交友・対人関係
若手時代、積極的な態度を誤解され、周囲から孤立してしまった時、佐藤正治と戸谷公次に「これから皆で飲みに行くから、来るか？」と声をかけられ、それをきっかけに皆と仲良くなれたことを感謝しており、後に佐藤と現場で一緒になった際、「あの時は嬉しかったなぁ」と言ったところ、「まだ言ってるのか」と笑われたという。

### その他
一人っ子である。

## 出演
太字はメインキャラクター。

### テレビアニメ
1983年
- 魔法の天使クリィミーマミ（1983年 - 1984年、アナウンス、城田まさき 他）

1984年
- Gu-Guガンモ（東条）
- 宗谷物語（三原）
- Dr.スランプ アラレちゃん（1984年 - 1985年、チャーミー山田、坂本）
- 魔法の妖精ペルシャ（絹田陽一、トビー）
- 名探偵ホームズ（ザール、ジョニー、シック）
- 夢戦士ウイングマン（1984年 - 1985年、広野健太）
- よろしくメカドック（間島、港雄二）

1985年
- キャプテン翼（カール・ハインツ・シュナイダー）
- コンポラキッド（ヨー）
- タッチ（吉田剛〈2代目〉）
- 北斗の拳（1985年 - 1987年、コウ、ノバ、サウザー〈少年時代〉、ハル、トキ〈少年〉、若き日のケンシロウ、チェーン、ヒョウ〈少年時代〉） - 2シリーズ
- 六三四の剣 青春編（夏木六三四）

1986年
- 生徒諸君!心に緑のネッカチーフを（沖田成利）
- 聖闘士星矢（1986年 - 1989年、瞬）
- ハイスクール!奇面組（米利堅作、筋力）
- メイプルタウン物語（ミハイ）
- ワンダービートS（アラマキテツヤ）

1987年
- がんばれ!キッカーズ（堀江慎太郎）
- エスパー魔美（1987年 - 1989年、ボーイ、少年、行雄）
- ゲゲゲの鬼太郎（第3作）（1987年 - 1988年、銀太、餓鬼C、地獄童子）
- シティーハンター（司会者、日向敏文、ウェイター）
- 新メイプルタウン物語 パームタウン編（ジャド、ディレクター）
- 電光石火バットマン（ディック・グレイソン / ロビン）
- Bugってハニー（カワダ・チュー）
- プロゴルファー猿（1987年 - 1988年、二期生(1)、小次郎）
- レディレディ!!（アーサー）

1988年
- キテレツ大百科（1988年 - 1995年、少年、狼、少年A、太郎、モグベエ、リチャード）
- ビックリマン（1988年 - 1989年、三象法師、源流神、流2聖武、一刀星断帝）
- ひみつのアッコちゃん（トオル、石田コーチ）
- ビリ犬（1988年 - 1989年、山田（郵便屋）、青年） - 2シリーズ

1989年
- おぼっちゃまくん（1989年 - 1991年、竜彦 他）
- かりあげクン（佐藤クン、岸本）
- 新ビックリマン（1989年 - 1990年、ヤマトウォーリア）
- それいけ!アンパンマン（1989年 - 1995年、タンゴ、朝焼けまん、セニョール・マカロニーノ、スタンプぞうさん、おりがみまん）
- ドラゴンボールZ（1989年 - 1996年、ベジータ、ベジット）
- 笑ゥせぇるすまん（1989年 - 1992年、直木純一、久留米星雄、水野翔平）

1990年
- オバタリアン（邦彦）
- キャッ党忍伝てやんでえ（マイケル）
- ドラゴンボールZ たったひとりの最終決戦〜フリーザに挑んだZ戦士 孫悟空の父〜（ベジータ）
- まじかる☆タルるートくん（1990年 - 1992年、原子力）
- もーれつア太郎（ヒデオ）
- YAWARA!（インタビュアー）

1991年
- 美味しんぼ（木崎）
- おぼっちゃまくん（タツヒコ）
- ゲッターロボ號（ナルキス子爵）
- チンプイ（スケサン）
- ドラゴンクエスト（アドニス）
- どろろんぱっ!（まゆみの守護霊、魔界の使者）
- ハイスクールミステリー学園七不思議（藤井）
- 魔法使いサリー（王子、シャイン）

1992年
- クレヨンしんちゃん（1992年 - 2000年、新幹線の乗客、幻妖、尾鳥マスオ 他）
- ファンタジーアドベンチャー 長靴をはいた猫の冒険（イワン）

1993年
- 蒼き伝説シュート!（斉木誠）
- 剣勇伝説YAIBA（1993年 - 1994年、鬼丸猛、庄之助）
- GS美神（1993年 - 1994年、横島忠夫）
- 疾風!アイアンリーガー（1993年 - 1994年、キアイリュウケン）
- ツヨシしっかりしなさい（足田秀人）
- ドラゴンボールZ 絶望への反抗!!残された超戦士・悟飯とトランクス（ベジータ）
- ミラクル☆ガールズ（高村マサキ）
- 幽☆遊☆白書（鴉）

1994年
- 景山民夫のダブルファンタジー（ボク）
- 美少女戦士セーラームーン（1994年 - 1995年、トーマス、碓氷芳樹） - 2シリーズ

1995年
- アニメ世界の童話美女と野獣（王子）
- 怪盗セイント・テール（美里）
- ナースエンジェルりりかSOS（ブロス）
- ネオ・ハイパー・キッズ（龍）

1996年
- ゲゲゲの鬼太郎（第4作）（1996年 - 1998年、秀夫、五徳猫）
- 地獄先生ぬ〜べ〜（佐々木）
- ドラゴンボールGT（1996年 - 1997年、ベジータ ）
- 名探偵コナン（1996年 - 2025年、皆川克彦、服部平次）

1997年
- 吸血姫美夕（柚樹桂、学帽のお兄さん、学生）
- 金田一少年の事件簿（1997年 - 1998年、柿本麻人、月島亮二、大野公平）

1998年
- センチメンタルジャーニー（井上隆）
- ドクタースランプ（1998年 - 1999年、家来）
- トライガン（マイン・ザ・EGマイン）
- 熱沙の覇王ガンダーラ（秘書）
- ひみつのアッコちゃん（ディカプリオ）
- 遊☆戯☆王（不破龍一）
- ヨシモトムチッ子物語（キンシノミ）

1999年
- ポケットモンスター（ジギー）

2001年
- デジモンテイマーズ（マクラモン）

2003年
- 明日のナージャ（アントニオ）

2004年
- かいけつゾロリ（イヌタク）
- ブラック・ジャック（タク）

2005年
- 金色のガッシュベル!!（ザルチム）

2006年
- まじめにふまじめ かいけつゾロリ（イヌタク）

2007年
- 史上最強の弟子ケンイチ（谷本夏 / ハーミット）

2008年
- おじゃる丸（みそ屋、ゴージャス）

2009年
- ケロロ軍曹（ゲリリ少佐）
- ドラゴンボール改（2009年 - 2015年、ベジータ） - 2シリーズ

2011年
- ドラえもん（テレビ朝日版第2期）（ユータ）

2012年
- デジモンクロスウォーズ 〜時を駆ける少年ハンターたち〜（フェレスモン）

2013年
- サムライフラメンコ（ヒートノイド）
- トリコ×ONE PIECE×ドラゴンボールZ 超コラボスペシャル!!（ベジータ）

2014年
- ログ・ホライズン2（ジェレド＝ガン）

2015年
- 雨色ココア（2015年 - 2019年、天見浩司） - 5シリーズ
- ドラゴンボール超（2015年 - 2018年、ベジータ）

2016年
- ナースウィッチ小麦ちゃんR（赤外線カメラ怪人）
- 名探偵コナン エピソード“ONE” 小さくなった名探偵（服部平次）

2017年
- 銀魂.（クサナギ）

2019年
- サークレット・プリンセス（ジークフリート、MR司会、相沢誠）
- ACTORS -Songs Connection-（長野影虎）

2020年
- 100万の命の上に俺は立っている（ゲームマスター）

2022年
- ヘアピンダブル（堀部健）
- ポプテピピック TVアニメーション作品第二シリーズ（ピピ美〈第1話Bパート〉）

2024年
- ドラゴンボールDAIMA（2024年 - 2025年、ベジータ）

### 劇場アニメ
1985年
- ボビーに首ったけ（久保田幸雄）

1986年
- 時空の旅人（森蘭丸、戦時少年）
- はだしのゲン2

1987年
- あいつとララバイ 水曜日のシンデレラ（菱木研二）
- 聖闘士星矢（瞬）
- ドラえもん のび太と竜の騎士（地底人D）
- Bugってハニー メガロム少女舞4622（カワダ・チュー）
- みんなあげちゃう（地下中六郎）

1988年
- 銀河英雄伝説 わが征くは星の大海（ラインハルト）
- 聖闘士星矢 神々の熱き戦い（瞬）
- 聖闘士星矢 真紅の少年伝説（瞬）
- めぞん一刻 完結篇（二階堂望）
- レディレディ!!（アーサー・ドレイク・ブライトン）

1989年
- 聖闘士星矢 最終聖戦の戦士たち（瞬）
- ファイブスター物語（レディオス・ソープ）

1990年
- 「エイジ」（赤木英児）
- 剣之介さま（暴走族A）
- 魔法使いサリー（風の妖精）

1991年
- まじかる☆タルるートくん（原子力）
- まじかる☆タルるートくん 燃えろ!友情の魔法大戦（原子力）

1992年
- 機動戦士ガンダム0083 ジオンの残光（コウ・ウラキ）
- キャンディ・キャンディ（アンソニー）
- 三国志 第一部・英雄たちの夜明け（諸葛瑾〈初代〉）
- ドラゴンボールZ 激突!!100億パワーの戦士たち（ベジータ）
- ドラゴンボールZ 極限バトル!!三大超サイヤ人（ベジータ）
- まじかる☆タルるートくん すき・すき♡タコ焼きっ!（原子力）
- ろくでなしBLUES（米示）

1993年
- 銀河英雄伝説 新たなる戦いの序曲（ラインハルト・フォン・ローエングラム）
- 三国志 第二部・長江燃ゆ!（劉琮）
- ドラゴンボールZ 燃えつきろ!!熱戦・烈戦・超激戦（ベジータ）
- ドラゴンボールZ 銀河ギリギリ!!ぶっちぎりの凄い奴（ベジータ）
- ろくでなしBLUES 1993（用高）

1994年
- GS美神 極楽大作戦!!（横島忠夫）

1995年
- ドラゴンボールZ 復活のフュージョン!!悟空とベジータ（ベジータ）
- ドラゴンボールZ 龍拳爆発!!悟空がやらねば誰がやる（ベジータ）

1999年
- ドクタースランプ アラレのびっくりバーン（家来）
- 名探偵コナン 世紀末の魔術師（服部平次）

2000年
- A・LI・CE（ネロ）

2003年
- 名探偵コナン 迷宮の十字路（服部平次）

2004年
- 聖闘士星矢 天界編 序奏〜overture〜（アンドロメダ瞬）

2006年
- 名探偵コナン 探偵たちの鎮魂歌（服部平次）

2009年
- 名探偵コナン 漆黒の追跡者（服部平次）

2010年
- 名探偵コナン 天空の難破船（服部平次）

2013年
- ドラゴンボールZ 神と神（ベジータ）
- 名探偵コナン 絶海の探偵（服部平次）

2015年
- ドラゴンボールZ 復活の「F」（ベジータ）

2017年
- 名探偵コナン から紅の恋歌（服部平次）

2018年
- ドラゴンボール超 ブロリー（ベジータ）

2022年
- ドラゴンボール超 スーパーヒーロー（ベジータ）

2024年
- 名探偵コナン 100万ドルの五稜星（服部平次）

### OVA
1983年
- ダロス（ゲリラ）

1985年
- うる星やつら 了子の9月のお茶会
- るんは風の中（クラスメート）

1986年
- 湘南爆走族（中坊 他）
- 超獣機神ダンクーガ 失われた者たちへの鎮魂歌（クリス、ケイム）
- デルパワーX 爆発みらくる元気!!（宮本陽輔）
- ペリカンロード クラブ・カルーチャ（渡辺憲一）

1987年
- Good Morningアルテア（ガロリイ）
- スペース・ファンタジア 2001夜物語（トビー、コンピューター）
- 超獣機神ダンクーガ GOD BLESS DANCOUGA（クリス、ケイム）
- 破邪大星ダンガイオー（フラッシュ）
- ぷッつんメイクLOVE（浅井てるお）
- レリックアーマーLEGACIAM

1988年
- 吸血姫美夕（袖樹桂）
- 銀河英雄伝説（ラインハルト・フォン・ローエングラム）
- Crying フリーマン（揚）
- ザナドゥ ドラゴンスレイヤー伝説（フィーグ・カムラ）
- マドンナ 炎のティーチャー（赤城山）

1989年
- ザ・ハード BOUNTY HUNTER（スージー）
- 手天童子（手天童子郎）
- 新・キャプテン翼（1989年 - 1990年、次藤洋）
- 超獣機神ダンクーガ 白熱の終章（クリス、ケイム）
- 風魔の小次郎（闇鬼）
- 魔狩人 DEMON HUNTER（沢口隆司）
- 魔獣戦線（バリス博士）
- ヤンキー烈風隊（花岡竜二）

1990年
- アリーズ 神話の星座宮（ヘルメス / 麻宮利巳）
- 押忍!!空手部（斉藤）
- 気ままにアイドル（直人）
- トランスフォーマーZ（ムーンレーダー）
- 天外魔境 自来也おぼろ変（月丸）
- 天上編 宇宙皇子（田加良）
- BE-BOP-HIGHSCHOOL（山崎）
- 藤子・F・不二雄SF短編シアター 宇宙船製造法（志貴杜）
- 変幻退魔夜行 カルラ舞う! 仙台小芥子怨歌（伊野刑事）
- 八神くんの家庭の事情（二村純二）

1991年
- おカマ白書（岡間進也）
- 機動戦士ガンダム0083 STARDUST MEMORY（コウ・ウラキ）
- 小学生の誘拐防止 ユミちゃんあぶないよ!（リック）
- スローステップ（門松直人）
- YAIBA（鬼丸）

1992年
- カメレオン（由来カオル）
- 機神兵団（ジャック）
- なにわ遊侠伝（山田英二〈2代目〉、山下）
- ハンサムな彼女（可児収）

1993年
- オフサイド（佐藤真吾）
- ゴリラーマン2
- ドラゴンボールZ外伝 サイヤ人絶滅計画（ベジータ）
- ぼくの地球を守って（薬師丸北斗）

1994年
- KIZUNA -絆-（佐賀野佳）
- KIZUNA 2（佐賀野佳）
- 高校部闘伝 クローズ
- 疾風!アイアンリーガー 銀光の旗の下に（1994年 - 1995年、キアイリュウケン）
- 他人の関係（光一）
- 七都市物語〜北極海戦線〜（リュウ・ウェイ）

1995年
- 戦ー少女イクセリオン（カオス）
- 人間革命（吉川雄助）
- 負けるな!魔剣道（ドロ）
- 妖精姫レーン（全集院タクマ）

1996年
- ウルトラマン超闘士激伝（闘士ウルトラマンタロウ / 超闘士ウルトラマンタロウ、ゼットン / ハイパーゼットン / 闘士ゼットン）
- 王家の紋章（ジミー）

1998年
- 銀河英雄伝説外伝 白銀の谷（ラインハルト・フォン・ミューゼル）
- 銀河英雄伝説外伝 朝の夢、夜の歌（ラインハルト・フォン・ミューゼル）
- 銀河英雄伝説外伝 汚名（ラインハルト・フォン・ミューゼル）
- 銀河英雄伝説外伝 千億の星、千億の光（ラインハルト・フォン・ミューゼル）

1999年
- メルティランサー The Animation（リゲル）

2000年
- 銀河英雄伝説外伝 叛乱者（ラインハルト・フォン・ミューゼル）
- 銀河英雄伝説外伝 決闘者（ラインハルト・フォン・ミューゼル）
- 銀河英雄伝説外伝 奪還者（ラインハルト・フォン・ミューゼル）
- 銀河英雄伝説外伝 第三次ティアマト会戦（ラインハルト・フォン・ミューゼル）
- 名探偵コナン コナンvsキッドvsヤイバ 宝刀争奪大決戦!!（服部平次、鬼丸猛）

2002年
- 聖闘士星矢 冥王ハーデス十二宮編（アンドロメダ瞬）
- 名探偵コナン 16人の容疑者!?（服部平次）

2003年
- 名探偵コナン コナンと平次と消えた少年（服部平次）

2005年
- 永遠のアセリア 『求め』の声（碧光陰）

2006年
- 名探偵コナン 消えたダイヤを追え! コナン・平次vsキッド!（服部平次、布川貴文）

2008年
- ドラゴンボール オッス!帰ってきた孫悟空と仲間たち!!（ベジータ）

2009年
- 名探偵コナン 10年後の異邦人（服部平次）

2010年
- ドラゴンボール 超サイヤ人絶滅計画（ベジータ）
- 名探偵コナン MAGIC FILE4 大阪お好み焼きオデッセイ（服部平次）

2011年
- 名探偵コナン MAGIC FILE2011 新潟〜東京 おみやげ狂騒曲（服部平次）

2012年
- 史上最強の弟子ケンイチ（谷本夏）※単行本第46巻OVA付き特別版

2013年
- 史上最強の弟子ケンイチ（谷本夏）※単行本第53巻・第54巻OVA付き特別版

2014年
- 史上最強の弟子ケンイチ（谷本夏）※単行本第55巻OVA付き特別版

### Webアニメ
- スーパードラゴンボールヒーローズ プロモーションアニメ（2018年 - 2023年、ベジータ、ベジータ：ゼノ、ベジット、ベジット：ゼノ、ゴジータ、ゴジータ：ゼノ）
- スーパードラゴンボールヒーローズ プロモーションCGムービー（2023年 - 2024年、ベジータ、ベジータ：ゼノ、ベジット）

### ゲーム
1990年
- ゴールデンアックス（兵士A、市民A、国王）※PCエンジン CD-ROM2版
- デス・ブリンガー（主人公）

1991年
- アーネスト・エバンス（ジークフリート・ミュンヒハウゼン）
- ハイグレネーダー（デモシーンの声）
- 精霊戦士スプリガン（ジェガ）
- ラングリッサー（レディン）
- 惑星ウッドストック ファンキーホラーバンド（クラウス）

1992年
- エメラルドドラゴン（ハスラム）
- クイズの星（速水徹）
- ダウンタウン熱血行進曲（くにお）※PCエンジン SUPER CD-ROM2版
- デス・ブリンガー 秘められた紋章（主人公）

1993年
- アネット再び（邪神ナイアルラトホテプ）
- ヴェインドリーム（ラファエル）
- ダウンタウン熱血物語（くにお）※PCエンジン SUPER CD-ROM2版
- ダブルドラゴンII ザ・リベンジ（ビリー・リー）※PCエンジン SUPER CD-ROM2版
- ドラゴンボール シリーズ（1993年 - 2020年、ベジータ / 大猿ベジータ / ベジット / ゴジータ / 黒仮面のサイヤ人） - 35作品
- ミスティックフォーミュラ（アーク）
- 幽☆遊☆白書（鴉）
- 幽☆遊☆白書 闇勝負!!暗黒武術会（鴉）

1994年
- くにおのおでん（くにお）
- GS美神（横島忠夫）
- シュトラール（アッシュ）
- 天地を喰らう ※PCエンジン SUPER CD-ROM2版
- ドラゴンボールZ 真サイヤ人絶滅計画 -宇宙編-（ベジータ）
- ドラゴンボールZ 真サイヤ人絶滅計画 -地球編-（ベジータ）
- ハイグレネーダー（デモシーンの声）※PCエンジン版
- ぷよぷよCD（ナスグレイブ）
- モンスターメーカー 闇の竜騎士（エルサイス）※PCエンジン SUPER CD-ROM2版
- 幽☆遊☆白書（鴉）※3DO版
- 幽☆遊☆白書 特別篇（鴉）
- ラングリッサーII（レアード）

1995年
- 輝水晶伝説アスタル（ガイスト）
- 負けるな!魔剣道2（ドロさん）

1996年
- くにおの熱血闘球伝説（くにお）
- 第4次スーパーロボット大戦S（コウ・ウラキ）
- フェーダ・リメイク 〜エンブレム・オブ・ジャスティス〜（トビカゲ）
- ぷよぷよCD通（ナスグレイブ、パララ）
- メルティランサー 〜銀河少女警察2086〜（リゲル）

1997年
- 恐怖新聞（鬼形礼）
- 銀河英雄伝説PLUS（ラインハルト・フォン・ローエングラム）
- 黒の断章（草薙）
- サイバーボッツ（神楽千代丸）
- スーパーロボット大戦F（コウ・ウラキ）
- 熱砂の惑星（ダン）
- ぱらPARAパラダイス（堀川翔）
- フェーダ2（トビカゲ）
- ラングリッサーI&II（レディン）

1998年
- SDガンダム GGENERATION（1998年 - 2025年、コウ・ウラキ、ロッシェ・ナトゥーノ〈F〉） - 14作品
- 機動戦士ガンダム ギレンの野望（コウ・ウラキ）
- サクラ大戦2 〜君、死にたもうことなかれ〜（パーシー・ホワード）
- スーパーロボット大戦F 完結編（コウ・ウラキ）
- スターオーシャン セカンドストーリー（ボーマン・ジーン、ディアス・フラック）
- ときめきメモリアルドラマシリーズVol.2 〜彩のラブソング〜（田村康司）
- Mystic Mind 〜揺れる想い〜（三輪祐一）
- みつめてナイトR 大冒険編（ダークプリンス）
- 夢☆色いろ（工藤淳）

1999年
- スーパーロボット大戦コンプリートボックス（コウ・ウラキ）
- 大乱闘スマッシュブラザーズシリーズ（1999年 - 2018年、キャプテン・ファルコン、ダンバン） - 6作品
- ちびキャラゲーム 銀河英雄伝説（ラインハルト・フォン・ローエングラム）
- パワーストーン（1999年 - 2000年） - 2作品
- フレンズ 〜青春の輝き〜（遠藤進）

2000年
- アーマード・コア2（コンピュータボイス）
- カムライ-神来-（カガト）
- 機動戦士ガンダム ギレンの野望 ジオンの系譜（コウ・ウラキ）
- スーパーロボット大戦α（コウ・ウラキ）
- FAVORITE DEAR 純白の預言者（ロクス・ラス・フロレス）
- 名探偵コナン 3人の名推理（服部平次）

2001年
- スーパーロボット大戦α for Dreamcast（コウ・ウラキ）
- スーパーロボット大戦α外伝（コウ・ウラキ）

2002年
- 機動戦士ガンダム戦記 Lost War Chronicles（コウ・ウラキ）
- 機動戦士ガンダム ギレンの野望 ジオン独立戦争記（コウ・ウラキ、ロバート・ギリアム）
- スーパーロボット大戦IMPACT（コウ・ウラキ、ケイム、フラッシュ）
- テイルズ オブ デスティニー2（ミクトラン）

2003年
- 機動戦士ガンダム めぐりあい宇宙（コウ・ウラキ）
- SUNRISE WORLD WAR Fromサンライズ英雄譚（コウ）
- 第2次スーパーロボット大戦α（コウ・ウラキ）

2004年
- CROSS†CHANNEL 〜To all people〜（新川豊）
- ステラデウス（グレイ）

2005年
- 宇宙戦艦ヤマト 暗黒星団帝国の逆襲（ミヨーズ）
- 永遠のアセリア-この大地の果てで-（碧光陰）
- 聖闘士星矢 聖域十二宮編（アンドロメダ瞬）
- 第3次スーパーロボット大戦α 終焉の銀河へ（コウ・ウラキ）
- ドラゴンボールZ Sparking!（2005年 - 2024年、ベジータ / ベジット / ゴジータ） - 4作品
- 幽☆遊☆白書FOREVER（鴉）

2006年
- Another Century's Episode 2（コウ・ウラキ）
- テイルズ オブ デスティニー（ミクトラン）※PlayStation 2版
- バトルスタジアムD.O.N（ベジータ）
- 名探偵コナン 大英帝国の遺産（服部平次）

2007年
- THE BATTLE OF 幽☆遊☆白書 〜死闘!暗黒武術会〜 120%フルパワー（鴉）
- 史上最強の弟子ケンイチ 激闘! ラグナレク八拳豪（谷本夏、ハーミット）
- シャイニング・フォース イクサ（ラグナダームIII世）
- はかれなはーと 誰がために君はある?（国谷和樹）
  - はかれなはーと 君がために輝きを（国谷和樹）

- ファイナルファンタジーIV（ギルバート・クリス・フォン・ミューア、ゼムス、ゼロムス）※ニンテンドーDS版
- 名探偵コナン 追憶の幻想（服部平次）
- ロストオデッセイ（トルタン）

2008年
- 機動戦士ガンダム ガンダムVS.ガンダム（コウ・ウラキ）
- 機動戦士ガンダム ギレンの野望 アクシズの脅威（コウ・ウラキ）
- スーパーロボット大戦A PORTABLE（コウ・ウラキ）

2009年
- 機動戦士ガンダム ガンダムVS.ガンダムNEXT（コウ・ウラキ）
- 機動戦士ガンダム ギレンの野望 アクシズの脅威V（コウ・ウラキ）
- Million KNights Vermilion（オスカル）

2010年
- ガンダム無双3（コウ・ウラキ）
- 機動戦士ガンダム エクストリームバーサス（2010年 - 2016年、コウ・ウラキ） - 5作品
- ゼノブレイド（ダンバン）

2011年
- 久遠の絆 再臨詔 フルボイス版（有坂汰一、安倍晴明）

2013年
- 真・ガンダム無双（コウ・ウラキ）
- 名探偵コナン マリオネット交響曲（服部平次）

2014年
- ガールフレンド（仮）（悪水泳紳士）
- 三国魂（呂布）
- ジェイスターズ ビクトリーバーサス（ベジータ）
- 名探偵コナン ファントム狂詩曲（服部平次）

2015年
- ドラゴンボールZ 超究極武闘伝（ベジータ、ベジット、ゴジータ）
- プリンセスメーカー（ドラゴングランパ）

2016年
- ドラゴンボール ゼノバース2（ベジータ、ベジット、ゴジータ）
- ドラゴンボールフュージョンズ（ベジータ、ベジット、ゴジータ）
- ワールド オブ ファイナルファンタジー（サロニアの領主）

2017年
- ガンダムバーサス（コウ・ウラキ）

2018年
- スターオーシャン:アナムネシス（ディアス・フラック、ボーマン・ジーン）
- 幽☆遊☆白☆書 100％本気バトル（鴉）
- ぷよぷよ!!クエスト（服部平次）
- 機動戦士ガンダム エクストリームバーサス2（2018年 - 2025年、コウ・ウラキ） - 4作品

2019年
- JUMP FORCE（ベジータ）
- スーパーロボット大戦X-Ω（コウ・ウラキ）
- スーパードラゴンボールヒーローズ ワールドミッション（ベジータ、ベジット、ゴジータ、ベクウ、ベジークス）
- ファンタシースターオンライン2（キョクヤ、プレイヤーキャラクター追加ボイス）

2020年
- ゼノブレイド ディフィニティブ・エディション（ダンバン）
- 共闘ことばRPG コトダマン（鴉）

2021年
- 妖怪ウォッチ ぷにぷに（服部平次）
- 機動戦士ガンダム U.C. ENGAGE（2021年 - 2023年、コウ・ウラキ）

2022年
- テイルズ オブ ザ レイズ（ミクトラン）
- モンスターストライク（2022年 - 2025年、服部平次、コウ・ウラキ）
- ライブアライブ（ざき）
- 機動戦士ガンダム アーセナルベース（コウ・ウラキ）
- SDガンダム バトルアライアンス（コウ・ウラキ）

2023年
- STAR OCEAN THE SECOND STORY R（ディアス・フラック、ボーマン・ジーン）

2024年
- スーパーロボット大戦DD（コウ・ウラキ）

### アプリ
- 電子マンガ「マジカル☆ドリーマーズ」（オルウェル・セーレン）
- 堀川りょうの大阪弁講座

### 吹き替え

#### 映画
- 雨に唄えば（ドン・ロックウッド〈ジーン・ケリー〉）※パブリックドメインDVD版
- ゴーストバスターズ（男子生徒）※フジテレビ版（日本語吹替完全収録版Blu-ray BOX収録）
- 写楽 200年の旅路（エゴン・シーレ）※NHK総合版
- ダーティハリー2（フィル・スウィート〈ティム・マシスン〉）※テレビ朝日版
- 第十七捕虜収容所（ブロンディ〈ロバート・ショーティ〉）※フジテレビ新録版
- タワーリング・インフェルノ（若い消防士）※日本テレビ版
- ナビゲイター（ジェフ・フリーマン〈青年期〉）※日本テレビ版
- 裸のランチ（キキ）
- 初体験/リッジモント・ハイ ※フジテレビ版
- ハンター（トミー〈レヴァー・バートン〉）※テレビ朝日版
- 百万長者と結婚する方法（トム・ブルックマン〈キャメロン・ミッチェル〉）※パブリックドメインDVD版
- マスク（デンプシー・エリック）※日本テレビ版
- リンク（デニス〈リチャード・ガーネット〉）※テレビ東京版
- 我が道を往く（オマリー〈ビング・クロスビー〉）※パブリックドメインDVD版

#### テレビドラマ
- キャプテンパワー（ファル〈コリン・オ・メアラ〉、ジョン、ローク）※テレビ朝日版
- パトカーアダム30 ※日本テレビ版

#### 人形劇
- きかんしゃトーマス（ヘンリー、メイビス、オリバー〈ショベルカー〉、ブラス・バンド 他）※フジテレビ版
  - きかんしゃトーマス 魔法の線路（ヘンリー）
- フラグルロック

### 特撮
1996年
- ビーファイターカブト（熱果獣パイナプラーの声）

1998年
- ウルトラマンダイナ（ゲーム音声、テレビのナレーター）
- テツワン探偵ロボタック（スピーダム / スピーディーワンダーの声）

1999年
- ガメラ3 邪神覚醒

2009年
- 侍戦隊シンケンジャー（筋殻アクマロの声）

2010年
- 侍戦隊シンケンジャーVSゴーオンジャー 銀幕BANG!!（筋殻アクマロの声）

2013年
- 非公認戦隊アキバレンジャー シーズン痛（ツー将軍 / 後沢次男）※第5話ではEDも担当

2022年
- 仮面ライダーリバイス（本人役、ジュウガドライバー音声）
- 仮面ライダーギーツ×リバイス MOVIEバトルロワイヤル（バリデロの声）

### ラジオ
※はインターネット配信。
- りょうとりゆのパケディオ・チャンネル（2005年、ラジオ日本）
- 堀川りょうのパケディオ・アニラジチャンネル（ラジオ大阪・ラジオ日本）
- 堀川りょうと市川洋介のパケディオ・アニラジチャンネル（ラジオ大阪・ラジオ日本）
- 堀川りょうの声優への道（ラジオ大阪・ラジオ日本）
- ラジオ雨色ココア（2014年 - 2017年、ラジオ大阪・ラジオ日本）
- ラジオあめこん!!（2017年 - 2018年、ラジオ大阪・ラジオ日本）
- ラジオ雨色ココアside G（2018年 - 、ラジオ大阪・ラジオ日本）

### デジタルコミック
- 失恋ショコラティエ（六道誠之助[113]）

### テレビドラマ
- 部長刑事 第161回、第178回、第214回、第487回（1961年 - 1968年、ABC）
- 羽衣富士（1965年1月1日、ABC）
- 母の記録 第4回「起座の許可」（1966年5月26日、KTV）[114]
- カナちゃんただいま!（1966年9月23日、ABC）
- 銭形平次 第26回、第124回（1966年 - 1968年、フジテレビジョン・東映京都テレビプロ）
- 素浪人 月影兵庫 第2シリーズ 第11話、第70話（1967年、NET・東映京都テレビプロ）
- 連続テレビ映画 鞍馬天狗（1967年2月6日 - 1968年9月30日、MBS・松竹） - 杉作少年 役[115]
- テレビ文学館 名作に見る日本人 第13回「源叔父」（1968年6月25日、MBS・現代演劇協会）[116]
- 帰って来た用心棒 第4話「祇園小路に死す」（1968年8月19日、NET・東映京都テレビプロ）
- 妖術武芸帳 第5話 - 第9話（1969年4月13日 - 5月11日、TBS・東映） - 闇童子 役
- 素浪人 花山大吉 第28話・第44話・第93話（1969年7月12日・11月1日・1970年10月10日、NET・東映） - 次郎吉、一松、藤太郎 役
- なんでも引きうけ候（1969年4月7日 - 6月30日、MBS）[117]
- 怪奇ロマン劇場 第21回「眼」（1969年12月3日、NET）
- 彦左と一心太助（1969年11月3日 - 1970年10月26日、TBS・東映） - 金太 役
- 戦国艶物語 第一部・お市編（1969年、TBS・ABC） - 万寿丸 役
- 大岡越前 第2部 第10話「下手人は火あぶり」（1971年7月10日、TBS・C.A.L） - 佐吉 役
- 家族日誌 第11話 - 第13話（1972年、TBS・松竹） - 修 役
- 水戸黄門 第3部 第7話「日本一の川人足・島田」（1972年1月10日、TBS・C.A.L） - 三吉 役
- アタシんちの男子 第6話・最終回（2009年5月19日・6月23日、フジテレビ・共同テレビ） - みらくるん2号の声
- 土曜ワイド劇場 タクシードライバーの推理日誌（2010年12月11日、テレビ朝日） - ラジオDJの声
- トクメイ!警視庁特別会計係 第8話（2023年12月4日、関西テレビ・フジテレビ） - 小田切誠 役[118]

### 映画
- 座頭市地獄旅（1965年）
- 酔いどれ波止場（1966年） - 少年 役[119]
- 三人の博徒（1967年）
- ヘヴンズ・ドア 殺人症候群（2003年） - 栗本刑事 役
- さざ波ラプソディー（2017年） - 松尾矢文 役
- 父と娘で奏でる奇跡の唄声（2019年2月8日、短編映画） - 主演・八田五郎 役（下尾みうとW主演）[120]

### オリジナルビデオ
- 首領への道（関東連合会段上組・上原雅人）※第11、12話

### 舞台
- たいこどんどん
- シアトリカル・ベース・ワンスモア公演
  - 倭王伝 車座の物夫達（1999年10月）
  - 八岐大蛇 倭王伝 巻之弐 （2001年10月）
  - LIVE WELL !（2005年8月）
- ナチュラル・エージェンシー公演
  - オンリー・ワン（2001年3月）
- デッド・ストック・ユニオン公演
  - オリジナル（2000年12月）
  - ハルちゃん（2001年11月）
  - SEE YOU あげいん（2005年11月）
- 演劇実験室∴紅王国公演
  - 不死病2006（2006年3月）
- ハイブリッド・アミューズメント・ショー bpm公演
  - ネバーランド A GO! GO!（2007年10月13日 - 16日、08）
- オフィス★怪人社公演
  - 脳の国のDr.シナプス（2009年9月、サンモールスタジオ）
- 劇団CORNFLAKES 第7回公演 「青面獣楊志」（2010年6月23日 - 27日、中目黒キンケロシアター） - 梁中書 役
- 銀河英雄伝説 第一章 銀河帝国編（2011年1月）ラインハルト父（特別出演）
- 朗読劇「ドッカンぐらぐら」（2011年1月30日、中野ザ・ポケット）
- 朝倉薫演劇団「スタント」（2011年5月16日 - 22日、池袋シアターKASSAI） - マッキー倉本 役
- ザ・デッド・エンド（2011年6月22日 - 26日、新宿シアターモリエール）
- ザ・デッド・エンド（2011年10月26日 - 30日、銀座博品館劇場）
- RxR「虹色の輪舞曲〜ロンド・デュ・ラルカンシェル〜（8枚の金貨）」（2012年1月25日 - 29日、SPACE107）
- アポロ5「オーバースマイル」（2012年12月19日 - 23日、シアターモリエール）
- 旅立ち〜足寄より〜（2013年2月19日 - 4月3日：愛知・大阪・福岡・静岡・東京・宮城・札幌） - 池口部長 役

### ドラマCD
- アニカバー声優大全集 第2弾
- アニメイトカセットコレクション 超獣機神ダンクーガ（男A）
- アリーズ〜神話の星座宮〜（ヘルメス）
- インフェリウス惑星戦史外伝 CONDITION GREEN（エドワード・T・マクレガン）
- ウエディングドレスに紅いバラ（トミー赤岩）
- Voice Actor Original Drama Collection II（堀沢亮）
- 奇才楽団物語「ゼクス之章」（大地）
- 奇才楽団物語「白之章」（大地）
- 機動戦士ガンダム0083関係（コウ・ウラキ）
  - 機動戦士ガンダム0083 宇宙の蜉蝣
  - 機動戦士ガンダム0083 ルンガ沖砲撃戦
- きまぐれオレンジ☆ロード Original CDシネマ（春日恭介）
- 銀河伝承（1986年、サトル）
- 久遠の絆平安編（安倍晴明）
- GS美神 リポートシリーズ（横島忠夫）
- ザ・キング・オブ・ファイターズ'94（アンディ・ボガード）
- サンダーバード秘密基地セット（ジョン・トレーシー）
- CDドラマコレクションズ 三國志（姜維伯約）
- 紫電改のマキ（紫電改[121]）※『チャンピオンRED』6月号特別付録
- シャイニング・フォース イクサ ドラマCD（ラグナダームIII世）
- 聖闘士星矢シリーズ（瞬）
  - 集英社カセットコミックシリーズ 聖闘士星矢 黄金十二宮〈前編〉
  - 集英社カセットコミックシリーズ 聖闘士星矢 黄金十二宮〈後編〉
- 新・吸血姫美夕・西洋神魔編（アミィ）
- 新撰組異聞 蒼き狼たちの神話1天道（永倉新八）
- スターオーシャン セカンドストーリーシリーズ（ディアス、ボーマン）
- すべてが想い出に消えてゆく
- 声優だぁ〜い好きシリーズ
- 卒業クロスワールド（新條隼人）※『ゲムドラナイト』のラジオドラマCD
- 電撃CD文庫 餓狼伝説（アンディ・ボガード）
- とうきょうデンキ KIRAKIRA合唱団 THE HEROS（ルパン三世のテーマ）
- ときめきメモリアル 彩のラブソング with you vol.1 - 5（田村康司）
- CDシアター ドラゴンクエストV（リュカ〈青年期〉）
- ドラゴンボール改 ソング・コレクション（ベジータ）
- ドラゴンボールZ ヒット曲集 8〜キャラクターズ・スペシャル 2（ベジータ）
- 永田町一丁目七番地（藤倉端己）
- BASTARD!! -暗黒の破壊神- 外伝（カル＝ス）
- ふしぎ遊戯（虚宿）
- ベジータのイメージソング「BELOVED BLUE」[122][123]※クラウドファンディングで作られた限定CD[122]
- 堀川亮スペシャル（松本一起ラブ・エッセイ スペシャルシリーズ）
- まおゆう魔王勇者（老賢者）
- 松本一起ラブ・エッセイシリーズ
- Messege 声優コレクション Vol.1（堀沢亮）
- 流星皇子TOMMY（たんびぃ小林）
- リング（下沢淳史）
- ロードス島戦記 眩惑の魔石（アレス）
- ロマンティック・アワー

### 朗読・オーディオブック
- 銀河英雄伝説 外伝 ユリアンのイゼルローン日記（ラインハルト）
- 銀河英雄伝説 外伝 黄金の翼（ラインハルト）

### BLCD
- 王様と私シリーズ（CRANE）
- 音版 危ないキャンパス・ラヴ（伊崎歩）
- GARLAND ガーランド サイレントの章（シド）
- 銀の雪 降る降る（高木雪彦）
- 絆-KIZUNA- YOU'RE ALL…シリーズ（佐賀野佳）
- Catch Me!（叶竜樹）
- ケ・セラ・セラ（邑藤人）
- 桜沢学園生物部シリーズ（毛利時生）
- 叫んでやるぜ!シリーズ（山辺先生）
- STAMP OUT -Shootist- （中山弘道）
- ナーシサス・ブラック（橋高怜水）
- 被虐の荒野（アレック）
- FAKE ASUKA CIEL SOUND MOVIE（蕗屋）
- プラチナ（アシュビン・エイセス・ハイエスト）
- 富士見二丁目交響楽団シリーズ（守村悠季）
- LOVER BOY LOVER GIRL （伊崎歩）

### CM
- 丸大 超人機メタルダーソーセージ（1987年）
- バップ 『必勝777ファイターII パチスロマル秘情報』（1994年）
- バンダイ
  - 『SDガンダム外伝2 円卓の騎士』（1992年）
  - 『ドラゴンボールZ 超悟空伝 -覚醒編-』（1995年）
  - 『ドラゴンボールZ 舞空烈戦』（2005年）
  - 『ドラゴンボールグミ』
  - 『データカードダス ドラゴンボールZ2』
- バナレックス 『GS美神 除霊師はナイスバディ』（1993年）
- コナミ 『実況パワフルプロ野球2』（1995年）
- トミー 『プラレール きかんしゃトーマスシリーズ』
- 日清食品『カップヌードル ベジータ』（2015年）
- 任天堂『ワイルドトラックス』（1994年、F-TYPEの声）
- タカラトミー 『ベイブレードバースト 大会・改造編』（2017年）
- 宝くじ『ドラゴンボールスクラッチ』（2018年）
- カーネクスト ラジオCM（ナレーション 2023年6月1日 - ）[124]

### 玩具
- DXキメラドライバー&ジュウガドライバーユニット（2023年1月）

### その他コンテンツ
- 西部観光「プリンスホテル」ナレーション
- 大正製薬「リポビタンD」ナレーション
- ドラゴンボールZ関係（ベジータ）
  - ドラゴンボールZ3PV
- Skype™音声テストサービス（Skypeの日本語モード時にecho123で流れる音声テストサービスのガイダンス）
- NHK「映像の世紀」ナレーション
- FUN
- パチスロ 夜勤病棟（比良坂竜二）
- ファ見る! 2010年4月号の諜報員（ベジータ、ラインハルトの声）
- Anime Expo 2005
- Sakura-Con 2010
- 東京REMIX族
- DIR EN GREY「ARCHE」トレーラー（ナレーション）
- 公開直前!「ドラゴンボール超 ブロリー」超研究
- タカアンドトシの道路バラエティ!? バスドラ（テレビ朝日、2015年5月26日） - 『むりやり同窓CAR（第2弾）』に、難波圭一、神谷明、金田朋子と共に出演

## ディスコグラフィ

### シングル
|     | 発売日        | タイトル     | 備考                                                               |
| --- | ------------- | ------------ | ------------------------------------------------------------------ |
| 1st | 2023年4月26日 | BELOVED BLUE | 「BELOVED BLUE」、テレビ神奈川（tvk）『関内エビル』5月テーマソング |

### キャラクターソング
| 発売日         | 商品名                         | 歌                                       | 楽曲                 | 備考                                                                  |
| -------------- | ------------------------------ | ---------------------------------------- | -------------------- | --------------------------------------------------------------------- |
| 2022年12月21日 | ポプテピピック ALL TIME BEST 3 | ポプ子（井上和彦）、ピピ美（堀川りょう） | 「アイデンティティ」 | テレビアニメ『ポプテピピック TVアニメーション作品第二シリーズ』挿入歌 |

## 音響監督
- ゼノブレイド
- マジカル✩ドリーマーズ 英語版

## 著書
- 『「超」アニメ声優!』PHP研究所、2016年。ISBN 978-4569834153。